# Обитель страха (фильм, 2001)
Обитель страха — японский низкобюджетный фильм ужасов 2001 года режиссёра Тэна Симоямы (дебютная работа). Премьера фильма состоялась 27 января 2001 года. Оригинальное название фильма Отогирисо (яп. 弟切草) означает зверобой — вид цветов, который можно увидеть в фильме произрастающим у входа в особняк. Фильм основан на визуальной новелле Otogirisō 1992 года от Chunsoft.

## Сюжет
Девушка Нами работает в компании, занимающейся разработкой компьютерных игр. Однажды она узнаёт о смерти своего отца, а также о причитающемся ей наследстве. Вместе с главой компании Кохэем Нами отправляется взглянуть на своё наследство. Оказывается ей причитается старый особняк со множеством вещей внутри, в том числе в наследственную массу входят мрачные картины отца, считающиеся в определённых кругах гениальными. Постепенно Нами вспоминает и узнаёт новые обстоятельства своих детских лет жизни, а также истинные обстоятельства создания зловещих картин и образов в них заложенных.

## В ролях
| Актёр        | Роль            |
| ------------ | --------------- |
| Мэгуми Окина | Нами Кикусима   |
| Ёсиро Сайто  | Кохэй Мацудаира |

## Художественные особенности
Цветовая гамма фильма до посещения персонажами особняка отличается преобладанием оранжевого, жёлтого и синего цветов. Цветовая гамма внутри самого особняка нормальна, но более отражает тёмные и серые тона. Действие же фильма выстроено исходя из интерактивности компьютерных игр, жанра квест — диалоги между главными персонажами и второстепенными, нахождение предметов и их использование и применение и т. д.